# Lill-Öratjärnen (Älvros socken, Härjedalen)
Lill-Öratjärnen är en sjö i Härjedalens kommun i Härjedalen och ingår i Ljusnans huvudavrinningsområde.